# 라텍스 응집 검사
라텍스 응집 검사(latex凝集檢査, latex fixation test, latex agglutination assay or test, LA assay or test)는 임상적으로 중요한 미생물을 동정하고 분류하기 위한 분석법이다. 환자의 항원-항체 면역 반응을 이용한다. 우리 몸이 병원체를 탐지하고 이 병원체 표면에 위치한 항원에 특이적인 항체를 만들 때 면역 반응이 발생한다.
의사는 라텍스로 만들어진 마이크로비드를 병원체에 특이적인 항원이나 항체로 코팅하여 여러 다양한 병원체에 대해 특이적인 라텍스 응집 검사를 설계하고 만들 수 있다. 검사를 수행할 때는 환자의 뇌척수액, 혈청, 소변을 생리식염수에 연속희석한 코팅된 라텍스 입자와 섞고 응집 반응을 관찰한다. 연속희석을 하는 이유는 후크 현상을 피하기 위해 중요하다. 어떤 희석액에서든 비드의 응집이 나타나면 양성으로 판정하여, (검사에서 항원을 준 경우) 환자의 체내에서 항원에 특이적인 항체를 만들어냈거나 (검사에서 항체를 준 경우) 표본에 병원체의 항원이 존재한다고 확인할 수 있다. 항체가 대상 항원뿐 아니라 다른 항원에도 결합하는 교차반응성이 있는 경우 결과에 혼동을 줄 수 있다.
응집 검사는 여러 가지 바이러스, 세균, 자가면역질환에서 만들어지는 자가항체에 대해 반응하는 항체를 검출하기 위해 이용된다. 예를 들어 풍진바이러스, 로타바이러스, 류마티스인자 등에 대한 분석법이 존재하며 크립토코커스에 대해서는 완벽한 라텍스 응집 검사를 이용할 수 있다. 또한 화농성연쇄상구균 감염 확진에도 응집 검사를 사용할 수 있다.